# تفنگ چندلول

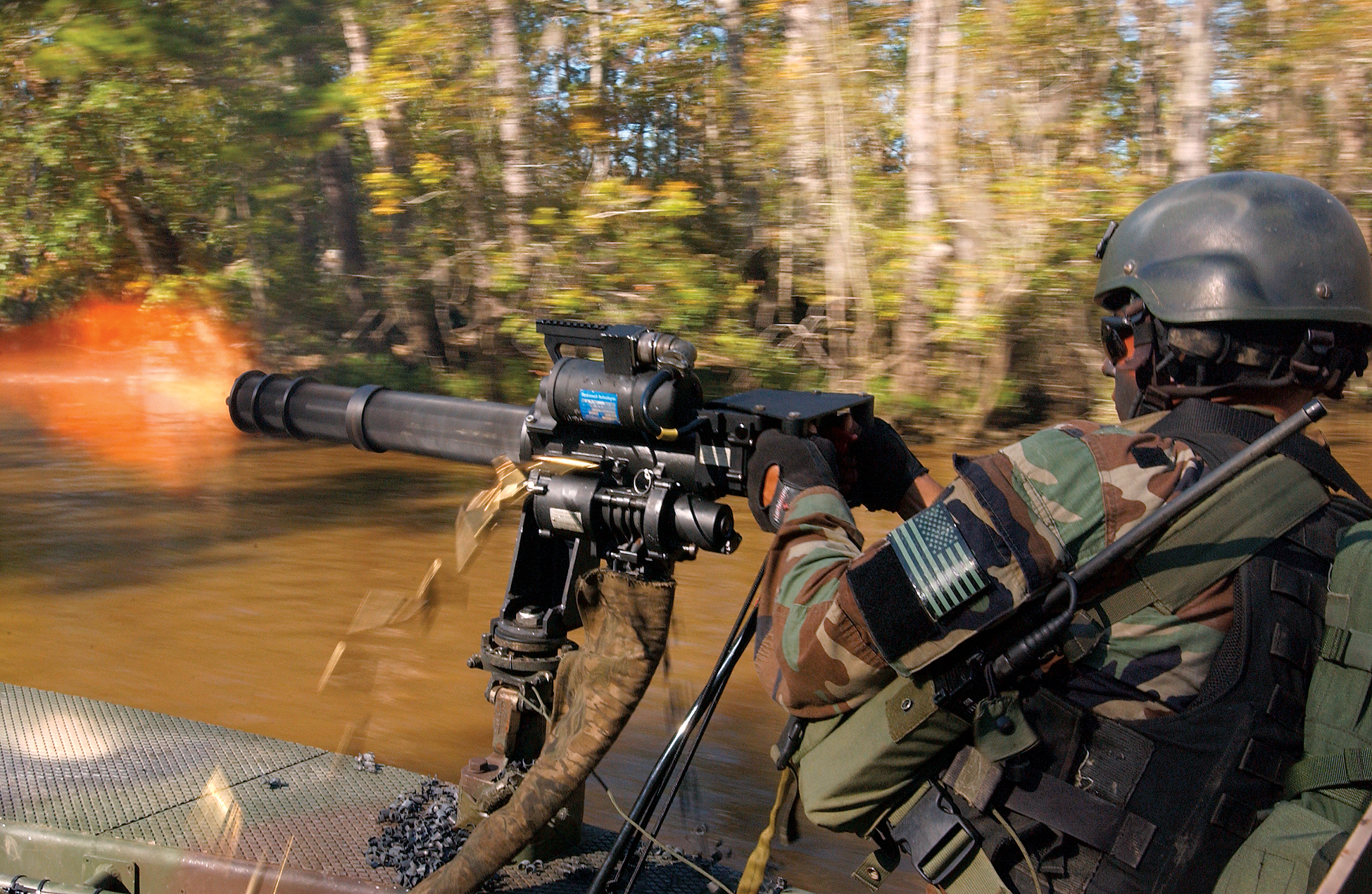
تفنگ گاتلینگ نیروهای ویژه

تفنگ چندلول معمولاً به نوعی تفنگ شکاری یا جنگی گفته می‌شود که در آن بیش از یک لوله موازی در کنار یا روی‌هم قرار دارد. که این کار به منظور افزایش نرخ آتش سلاح انجام می‌گیرد.
این تفنگ‌ها هم در نوع گلوله‌زنی و هم ساچمه‌زنی وجود دارد.